# エイブラハム・クラーク
エイブラハム・クラーク（英:Abraham Clark、1725年2月15日-1794年9月15日）は、アメリカ合衆国ニュージャージー出身の政治家であり、アメリカ独立戦争で活躍した。ニュージャージーの代表として大陸会議に出席してアメリカ独立宣言に署名し、後に1791年3月4日から1794年に死ぬまでアメリカ合衆国下院議員を2会期務めた。
クラークはニュージャージー、エリザベスで生まれた。父のトマス・クラークは息子には計数に天与の才能があると認識し、測量を教える家庭教師を雇った。測量師として働きながら、法律を独学し法律実務に就いた。弁護士を雇えないような貧乏人を守ることを申し出たので、非常に人気が出て「貧乏人の相談相手」とも知られるようになった。
1748年にサラ・ハットフィールドと結婚し、10人の子供をもうけた。自分の農園で子供達を育てながら、植民地議会の事務官として政治の世界に入ることができた。後にエセックス郡の高等保安官になり、1775年には植民地議会議員に選ばれた。公衆安全委員会の委員にもなった。
1776年早く、大陸会議に出席したニュージャージーの代議員はイギリスからの独立に反対していた。この問題が加熱してくると、植民地議会は代議員全てを独立に賛成する者に入れ替えた。クラークは、植民地が独立を果たすべきと意見を強く口に出していたので、1776年6月21日、ジョン・ハート、フランシス・ホプキンソン、リチャード・ストックトンおよびジョン・ウィザースプーンと共に大陸会議新代表に指名された。6月28日にフィラデルフィアに到着し、7月初めにアメリカ独立宣言に署名した。
クラークの息子達のうち2人は大陸軍の士官になった。この2人が捕虜になり、拷問を受け、打擲された時ですら、大陸会議で子供達について話そうとはしなかった。しかし、1度だけそのことを持ち出す機会があったが、それは息子の一人が残酷さで悪名高い監獄船ジャージーに収容された時だった。クラーク大尉は地下牢に押し込められ、鍵穴を通して入るものしか食べ物を与えられなかった。大陸会議は愕然としイギリス軍に陳情したので、その待遇は改善された。
クラークは1778年まで大陸会議代議員を務めた。ニュージャージ邦議会はその後も1780年から1783年および1786年から1788年の2度クラークを大陸会議に送り出した。1794年の州憲法会議が開催される前に引退し、自宅で日射病のために死んだ。
ニュージャージー州ユニオン郡にあるクラーク・タウンシップはクラークに因んで名付けられ、またロゼルにあるエイブラハム・クラーク高校も同様である。
クラークはラーウェイにあるラーウェイ墓地に埋葬されている。